# Чашничий

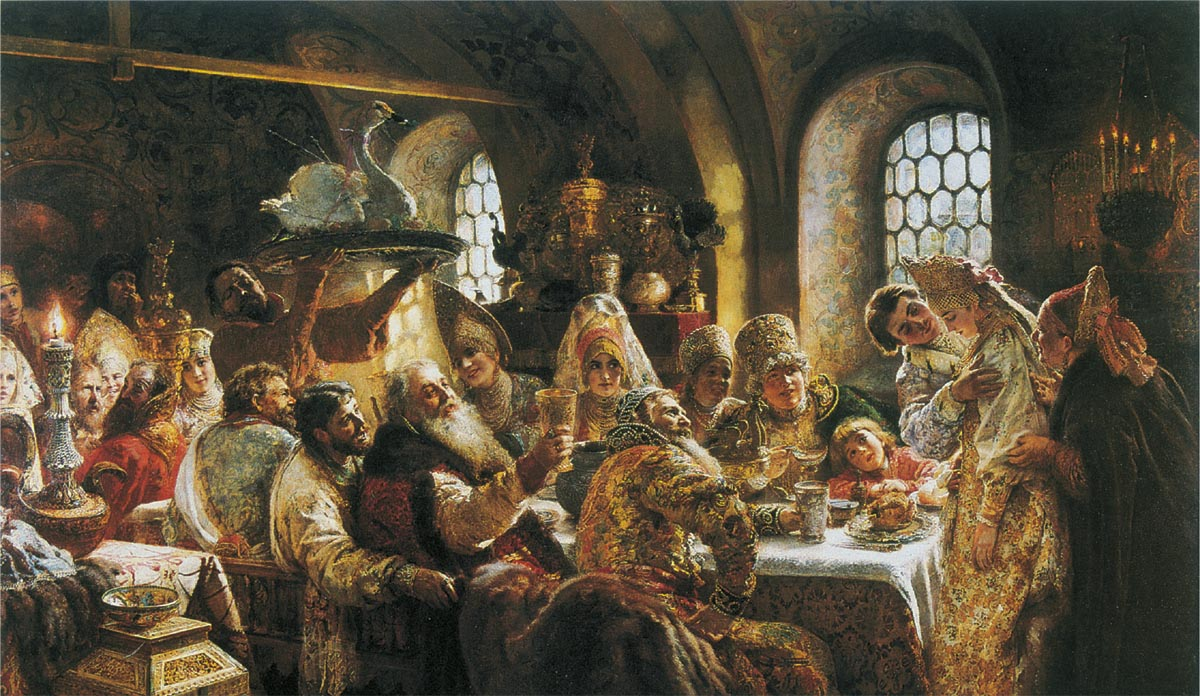
К.Маковский Боярский свадебный пир, XVII век. (1883)

Чашничий — придворная должность и чин в хозяйстве русских князей и царей в XIII — начале XVIII веков.
До XV века включительно чашничий не только прислуживал князю на праздничных обедах, но выполнял и некоторые административные функции. В его ведении находились дворцовое пчеловодство, медоварение и питейное дело. Чашничий управлял дворцовыми сёлами, населёнными бортниками, дворцовыми бортными лесами. Кроме того, чашничий относился к числу советников князя.
В XVI—XVII веках административные функции чашничего перешли к Сытенному двору. В обязанности чашничего отныне входило почётное прислуживание царю на званых и праздничных пирах.
В начале XVIII века, в годы правления Петра Первого, должность чашничего была окончательно ликвидирована.
В польской и литовской истории известна придворная должность «чешника» (cześnik). Если до конца XIII века это был человек, прислуживавший королю на пиру, то с XIV века чашник — высокий титул при дворе короля Польши и великого князя Литовского. Различались cześnik wielki koronny (у короля Польского), cześnik wielki litewski (у великого князя Литовского) и cześnik ziemski (чашник более мелкого ранга при короле).